# Enda Stevens
Enda Stevens (* 9. Juli 1990 in Dublin) ist ein irischer Fußballspieler. Zuletzt stand er beim englischen Verein Stoke City unter Vertrag. Er wird bevorzugt auf der linken Abwehrseite eingesetzt, kann aber ebenso als Innenverteidiger agieren. Seit 2018 spielt er zudem für die irische Fußballnationalmannschaft.

## Karriere

### Anfänge in Irland
Nach seiner Jugendzeit bei Cherry Orchard unterzeichnete Stevens bei UC Dublin seinen ersten Profivertrag. Dort konnte er sich jedoch nicht durchsetzen und wurde nach einer Saison und insgesamt nur zwei Einsätzen freigegeben. Daraufhin verpflichtete ihn der neue Trainer der St Patrick’s Athletics, Jeff Kenna. Bei den Saints erreichte er schnell den Status eines Stammspielers und absolvierte in der gesamten Saison 30 Einsätze für seine Mannschaft. Auch spielte er mit der Mannschaft um die Qualifikation zur Europa League 2009/10.
Durch die große Zahl an Einsätzen in der höchsten irischen Spielklasse weckte Stevens auch das Interesse von Ligakonkurrenten, sodass er im Dezember 2009 von den Shamrock Rovers abgeworben wurde. Bei den Rovers spielte er sich auch schnell in der Stammformation fest. Seine erste Saison in seinem neuen Verein krönte er durch den Gewinn der irischen Meisterschaft.
Die Saison 2011 gestaltete sich ebenso erfolgreich für Stevens, der neben dem erneuten Meistertitel auch den Erfolg im Setanta Sports Cup feiern konnte. An der ersten Teilnahme an der Hauptrunde der Europa League in der Geschichte des Vereins in der Saison 2011/12 war er ebenso beteiligt, da man im Vorhinein in der Qualifikationsrunde zur Champions League scheiterte. Im November 2011 wurde er von der irischen Spielergewerkschaft PFAI zum „Young Player of the Year“ gekürt.

### Aston Villa
Mit seinen Leistungen in den letzten Jahren zog Stevens auch die Aufmerksamkeit von diversen Premier-League-Vertretern auf sich. Dementsprechend wurde bereits im Sommer 2011 ein Vertrag mit Aston Villa ausgehandelt, dass der eigentliche Wechsel erst im Januar 2012 stattfinden solle, sodass Stevens die Rovers weiterhin bei der Teilnahme an der Europa League unterstützen könne. Im Januar 2012 wurde der Wechsel schließlich offiziell vollzogen, wobei Stevens einen Dreijahresvertrag unterzeichnete. Zu seinem Premier-League-Debüt im November 2012 gegen Sunderland kam er erst nach einigen Einsätzen in der Reserve. Während der Saison 2013/14 blieb er bei den „Villans“ komplett ohne Einsatz. Stattdessen sammelte er zunächst beim Drittligisten Notts County und schließlich ab Ende November 2013 bis zum Ende der Spielzeit beim Zweitligisten und Absteiger Doncaster Rovers Spielpraxis. Stevens kam auf 14 Einsätze, der Klub stieg jedoch am letzten Spieltag in die League One ab.
Am 10. Oktober 2014 folgte eine einmonatige Leihe zu Northampton Town in der League Two, wo er vier Spiele absolvierte und am 21. Oktober 2014 bei der 1:3-Niederlage gegen Oxford United sein erstes Profitor erzielte. Anschließend kehrte er Anfang November erneut leihweise zu Doncaster zurück. Auch diese Leihe wurde bis zum Saisonende verlängert. Nach Ablauf seines Vertrags wurde Stevens im Sommer 2015 von Aston Villa freigestellt.

### Portsmouth
Nach seiner Freistellung unterschrieb Stevens am 15. Juni 2015 einen Zweijahresvertrag bei FC Portsmouth in der League Two. In seiner ersten Saison etablierte er sich sofort als Stammspieler auf der linken Abwehrseite und bestritt 53 Pflichtspiele. Portsmouth beendete die Saison auf Rang sechs und scheiterte in den Play-offs an Plymouth Argyle, das sich nach einem 2:2 im Hinspiel mit einem Last-Minute-Sieg im Rückspiel durchsetzte.
Sein einziges Tor für Portsmouth erzielte Stevens am 26. Dezember 2016 beim 3:2-Erfolg gegen Newport County. In der Saison 2016/17 blieb er Stammspieler, absolvierte 46 Partien und trug maßgeblich zum Gewinn der League-Two-Meisterschaft bei.
Für seine Leistungen wurde er in das EFL Team of the Season, das PFA Team of the Year sowie zum PFA Fans’ Player of the Year gewählt. Außerdem wurde er von den Fans zum „Spieler der Saison“ bei Portsmouth ernannt.

### Sheffield United
Im Mai 2017 wechselte Stevens zum Zweitligisten Sheffield United und unterschrieb einen Dreijahresvertrag. Unter Trainer Chris Wilder wurde er in der Saison 2017/18 zum Stammspieler und kam auf 47 Einsätze, während die Blades die Saison auf Platz zehn beendeten.
In der darauffolgenden Spielzeit 2018/19 absolvierte Stevens 46 Partien und erzielte vier Saisontore – sein persönlicher Bestwert. Sheffield United belegte Platz zwei und stieg in die Premier League auf.
Im März 2020 verlängerte er seinen Vertrag bis 2023. In der Premier-League-Saison 2019/20 war Stevens einer der Leistungsträger beim überraschend starken Neunten der Abschlusstabelle.
Die Saison 2020/21 verlief enttäuschend. United blieb die ersten 17 Spiele ohne Sieg und stieg schließlich nach einer 0:1-Niederlage gegen die Wolverhampton Wanderers am 17. April 2021 ab. In der Saison 2021/22 verpasste Stevens verletzungsbedingt drei Monate und absolvierte 24 Partien. Der Klub erreichte die Play-offs, schied jedoch im Halbfinale gegen Nottingham Forest im Elfmeterschießen aus.
In der Saison 2022/23 kam Stevens nur noch auf 13 Einsätze unter Trainer Paul Heckingbottom. United erreichte erneut Platz zwei und kehrte in die Premier League zurück. Nach Ablauf seines Vertrags wurde Stevens im Sommer 2023 freigestellt.

### Stoke City
Am 5. Juli 2023 unterschrieb Stevens einen Einjahresvertrag beim Championship-Klub Stoke City. Am 28. November 2023 sah er im Spiel gegen die Queens Park Rangers die Gelb-Rote Karte.
Kurz darauf verletzte er sich im Spiel gegen Sheffield Wednesday und fiel bis Ende März 2024 aus. Unter Trainer Steven Schumacher kehrte er rechtzeitig zurück und kam in den letzten acht Saisonspielen zum Einsatz, in denen Stoke den Klassenerhalt sichern konnte.
Für seine Leistungen erhielt er eine Vertragsverlängerung um ein weiteres Jahr. In der Saison 2024/25 kämpfte er erneut mit Verletzungen und kam auf 21 Einsätze. Stoke sicherte sich den Ligaverbleib erst am letzten Spieltag und beendete die Saison auf Rang 18. Nach Ablauf seines Vertrags verließ Stevens den Verein im Sommer 2025.

## Nationalmannschaft
Stevens debütierte im Februar 2011 beim Spiel gegen Zypern für die U-21-Nationalmannschaft seines Landes. Des Weiteren nahm er an der Qualifikation zur U-21-Europameisterschaft 2013 in Israel teil. 
Stevens gab sein Debüt für die irische A-Nationalmannschaft am 3. Juni 2018 beim 2:1-Testspielsieg gegen die Vereinigten Staaten, als er in der Schlussphase für Shane Duffy eingewechselt wurde. Bis 2024 absolvierte er insgesamt 26 Spiele.

## Erfolge
- Irischer Meister: 2010, 2011
- Setanta Sports Cup: 2011
- PFAI Young Player of the Year: 2011
- PFA Team of the Year: 2017
- PFA Fans’ Player of the Year: 2017
- EFL Team of the Season: 2017